# Súper Liga Americana de Rugby 2020
La Súper Liga Americana de Rugby de 2020 (por sus siglas, SLAR 2020) fue la edición inaugural del primer torneo sudamericano de rugby profesional organizado por Sudamérica Rugby. El torneo comenzó el 4 de marzo de 2020 y debía concluir el 29 de mayo del mismo año, pero el 16 de marzo, luego de comenzarse parcialmente la segunda fecha, Sudamérica Rugby decidió la cancelación de la edición 2020 debido a la pandemia de COVID-19.
Este torneo marcó la primera oportunidad en la cual se disputó un torneo rentado de rugby en Sudamérica y en base a franquicias, en modalidad similar a torneos como el Súper Rugby o el Pro14. El torneo contó con cinco franquicias: Ceibos de Argentina, Corinthians de Brasil, Olimpia de Paraguay, Peñarol de Uruguay y Selknam de Chile. Una sexta franquicia, Cafeteros, debía integrarse en el torneo en las fases finales a modo de preparación. Al tratarse de una región tradicionalmente emparentada al rugby de clubes amateur, estas franquicias fueron la primera experiencia profesional para todos los países participantes, a excepción de la Argentina, que ya contaba con Jaguares en Super Rugby, entre otros antecedentes.

## Sistema de disputa
Antes de la cancelación del torneo, Sudamérica Rugby estableció un formato de disputa similar al de otras ligas profesionales de rugby, con una fase regular disputada bajo el sistema de  todos contra todos, ida y vuelta, y una fase final a eliminación directa. La fase regular utilizó el sistema de puntos bonus, otorgando 4 puntos por partido ganado, 2 por empate y 0 por partido perdido; además de otorgar 1 punto bonus por convertir 4 tries o más en un partido y 1 punto bonus por perder por 7 o menos tantos de diferencia.
Siendo cinco franquicias las que disputaron la etapa regular, las cuatro primeras clasificarían a semifinales (1.º vs 4.º y 2.º vs 3.º), dando lugar a un partido por el tercer puesto y, por último, la final, definiendo al campeón de la temporada.
Por otra parte, el 5.º clasificado en la tabla acumulada, disputaría la definición del 5.º y 6.º puesto final frente a Cafeteros Pro de Colombia, una franquicia que se sumaría al torneo recién en esa instancia y como partido preparación. Esta serie iba a ser conocida como Challenge Trophy.
Major League Rugby
Una posible final entre el ganador de la Súper Liga Americana de Rugby y el ganador de la Major League Rugby norteamericana fue anunciada por el presidente de la Union Argentina de Rugby, Marcelo Rodríguez, en diciembre de 2019. Si bien los rumores de esta final llegaron a tener una sede y fecha tentativa (20 de junio en Mexico), este evento no fue anunciado oficialmente por ninguna de las dos ligas y no se llegó a llevar cabo.

## Equipos participantes
Los equipos que desarrollaron la primera temporada de la competición eran los siguientes.
| Franquicia        | Ciudad      | País      | Estadio                   | Capacidad | Entrenador Jefe        |
| ----------------- | ----------- | --------- | ------------------------- | --------- | ---------------------- |
| Ceibos Rugby      | Córdoba     | Argentina | Tala Rugby Club           | 4000      | Carlos Fernández Lobbe |
| Corinthians Rugby | Santo André | Brasil    | Estadio Bruno José Daniel | 11 440    | Fernando Portugal      |
| Olimpia Lions     | Asunción    | Paraguay  | Estadio Manuel Ferreira   | 25 000    | Raúl Pérez             |
| Peñarol Rugby     | Montevideo  | Uruguay   | Estadio Charrúa           | 14 000    | Pablo Bouza            |
| Selknam Rugby     | Santiago    | Chile     | Estadio Nacional          | 48 665    | Pablo Lemoine          |
| Cafeteros Pro     |             | Colombia  |                           |           |                        |

Sudamérica Rugby decidió incluir a Cafeteros Pro en el torneo en un formato reducido a modo de preparación para su ingreso en 2021. Originalmente, la franquicia colombiana iba a disputar dos encuentros ante el último clasificado de la tabla general al finalizar la fase regular, pero debido a la suspensión del torneo, esto no se llevó a cabo.

## Clasificación
| Pos. | Equipo            | PJ | PG | PE | PJ | AF | AC | Dif. | Pts. Bonus | Puntos |
| ---- | ----------------- | -- | -- | -- | -- | -- | -- | ---- | ---------- | ------ |
| 1.º  | Ceibos Rugby      | 2  | 2  | 0  | 0  | 80 | 24 | + 56 | 2          | 10     |
| 2.º  | Selknam Rugby     | 2  | 1  | 0  | 1  | 31 | 45 | - 16 | 0          | 4      |
| 3.º  | Peñarol Rugby     | 1  | 0  | 0  | 1  | 13 | 15 | - 2  | 1          | 1      |
| 4.º  | Corinthians Rugby | 0  | 0  | 0  | 0  | 0  | 0  | 0    | 0          | 0      |
| 5.º  | Olimpia Lions     | 1  | 0  | 0  | 1  | 8  | 48 | - 40 | 0          | 0      |

Nota: Se otorgaron 4 puntos por partido ganado, 2 por empate y 0 por partido perdido
Puntos Bonus: 1 punto por convertir 4 tries o más en un partido (BO) y 1 al equipo que pierda por no más de 7 tantos de diferencia (BD).

## Fase Regular
Debido a la pandemia de COVID-19, sólo se llegaron a disputar tres encuentros. Ceibos y Selknam jugaron dos partidos, Olimpia y Peñarol uno, mientras que Corinthians no jugó.

### Fecha 1
| 4 de marzo de 2020                                      | Peñarol                                                        | 13 - 15 | Selknam                                   | Estadio Charrúa, Montevideo                                   |                                                               |
|                                                         | Try Arata 10' Conversión Favaro 11' Penales Favaro (2) 5', 67' | Reporte | Penales 9', 20', 34', 48', 70' (5) Videla | Asistencia: 4000 espectadores Árbitro(s): Nehuel Jauri Rivero | Asistencia: 4000 espectadores Árbitro(s): Nehuel Jauri Rivero |
| Primer partido profesional en la historia de Sudamérica |                                                                |         |                                           |                                                               |                                                               |

| 6 de marzo de 2020 | Ceibos | 48 - 8  | Olimpia                           | Tala Rugby Club, Córdoba                                   |                                                            |
|                    | Tries Cubilla 12' Daireaux 21' Oviedo 70' Try penal 79' Inchauspe 80' Conversiones Elías 13' Albornoz (2) 71', 80' Penales Elías (4) 26', 32', 39', 55' Albornoz 59' | Reporte | Try 72' Montero Penal 29' Ledesma | Asistencia: 6000 espectadores Árbitro(s): Felipe Balbontín | Asistencia: 6000 espectadores Árbitro(s): Felipe Balbontín |

### Fecha 2
| 13 de marzo de 2020 | Olimpia | Cancelado | Corinthians | Estadio Manuel Ferreira, Asunción |  |
|                     |         | Reporte   |             |                                   |  |

| 14 de marzo de 2020 | Selknam                                            | 16 - 32 | Ceibos | Estadio Nacional, Santiago de Chile                           |                                                               |
|                     | Try Try penal 37' Penales Baronio (3) 2', 35', 44' | Reporte | Tries 26', 57' Cordero 46' Daireaux 77' Cubilla Conversiones 26' Elías 47', 77' (2) Albornoz Penales 7', 28' (2) Elías | Asistencia: 4.013 espectadores Árbitro(s): Francisco González | Asistencia: 4.013 espectadores Árbitro(s): Francisco González |

### Fecha 3
| 20 de marzo de 2020 | Corinthians | Cancelado | Peñarol |  |  |

| 21 de marzo de 2020 | Selknam | Cancelado | Olimpia |  |  |

### Fecha 4
| 27 de marzo de 2020 | Olimpia | Cancelado | Peñarol |  |  |

| 27 de marzo de 2020 | Ceibos | Cancelado | Corinthians |  |  |

### Fecha 5
| 3 de abril de 2020 | Corinthians | Cancelado | Selknam |  |  |

| 3 de abril de 2020 | Peñarol | Cancelado | Ceibos |  |  |

### Fecha 6
| 17 de abril de 2020 | Olimpia | Cancelado | Ceibos |  |  |

| 18 de abril de 2020 | Selknam | Cancelado | Peñarol |  |  |

### Fecha 7
| 24 de abril de 2020 | Corinthians | Cancelado | Olimpia |  |  |

| 24 de abril de 2020 | Ceibos | Cancelado | Selknam |  |  |

### Fecha 8
| 29 de abril de 2020 | Peñarol | Cancelado | Corinthians |  |  |

| 29 de abril de 2020 | Olimpia | Cancelado | Selknam |  |  |

### Fecha 9
| 8 de mayo de 2020 | Peñarol | Cancelado | Olimpia |  |  |

| 8 de mayo de 2020 | Corinthians | Cancelado | Ceibos |  |  |

### Fecha 10
| 15 de mayo de 2020 | Ceibos | Cancelado | Peñarol |  |  |

| 16 de mayo de 2020 | Selknam | Cancelado | Corinthians |  |  |

## Fase final

### Semifinales
| 22 de mayo de 2020 | 1.º puesto | cancelado | 4.º puesto |  |  |

| 22 de mayo de 2020 | 2.º puesto | cancelado | 3.º puesto |  |  |

### Challenge Trophy (quinto puesto)
| 23 de mayo de 2020 | 5.º puesto | cancelado | Cafeteros Pro |  |  |

| 27 de mayo de 2020 | 5.º puesto | cancelado | Cafeteros Pro |  |  |

### Tercer puesto
| 27 de mayo de 2020 | Perdedor Semifinal 1 | cancelado | Perdedor Semifinal 2 |  |  |

### Final
| 29 de mayo de 2020 | Ganador Semifinal 1 | cancelado | Ganador Semifinal 2 |  |  |

## Estadísticas

### Máximos anotadores
| Pos.              | Nombre           | Equipo        | Pts. |
| ----------------- | ---------------- | ------------- | ---- |
| 1.º               | Martín Elías     | Ceibos Rugby  | 22   |
| 2.º               | Santiago Videla  | Selknam Rugby | 15   |
| 3.º               | Tomás Albornoz   | Ceibos Rugby  | 11   |
| 4.º               | Juan Daireaux    | Ceibos Rugby  | 10   |
|                   | Tomás Cubilla    | Ceibos Rugby  | 10   |
| Facundo Cordero   | Ceibos Rugby     | 10            |      |
| 7.º               | Patricio Baronio | Selknam Rugby | 9    |
| 8.º               | Federico Favaro  | Peñarol Rugby | 8    |
| 9.º               | Santiago Arata   | Peñarol Rugby | 5    |
|                   | Manuel Montero   | Olimpia Lions | 5    |
| Leonel Oviedo     | Ceibos Rugby     | 5             |      |
| Ignacio Inchauspe | Ceibos Rugby     | 5             |      |
| 13.º              | Máximo Ledesma   | Olimpia Lions | 3    |

## Pretemporada
Las franquicias participantes del torneo disputaron partidos amistosos antes del comienzo del torneo a forma de preparación.
| 16 de febrero                                   | Olimpia Lions | 93 - 0  | Aguará RHC | San José RHC, Asunción |  |
|                                                 |               | Reporte |            |                        |  |
| Se jugaron tres tiempos de 30 minutos cada uno. |               |         |            |                        |  |

| 21 de febrero                                   | Ceibos Rugby | 97 - 17 | Pumitas (M20) | Jockey Club, Córdoba          |                               |
|                                                 |              | Reporte |               | Árbitro(s): Juan Manuel López | Árbitro(s): Juan Manuel López |
| Se jugaron tres tiempos de 30 minutos cada uno. |              |         |               |                               |                               |

| 26 de febrero | Peñarol | 45 - 14 | Corinthians | Estadio Charrua, Montevideo |  |
|               |         | Reporte |             |                             |  |

| 29 de febrero | Ceibos Rugby | 42 - 7  | Palermo Bajo | Club Palermo Bajo, Córdoba    |                               |
|               |              | Reporte |              | Árbitro(s): Juan Manuel López | Árbitro(s): Juan Manuel López |
| Se jugó       |              |         |              |                               |                               |

| 29 de febrero                         | Ceibos Rugby | 42 - 7  | Córdoba Athletic | Club Palermo Bajo, Córdoba     |                                |
|                                       |              | Reporte |                  | Árbitro(s): Esteban Filipanics | Árbitro(s): Esteban Filipanics |
| Se jugó un solo tiempo de 40 minutos. |              |         |                  |                                |                                |